# دهستان سنجابی
دهستان سنجابی نام دهستانی در بخش کوزران شهرستان کرمانشاه، استان کرمانشاه در ایران است.

## جمعیت
براساس سرشماری مرکز آمار ایران در سال ۱۳۸۵، جمعیت آن ۹۵۷۵ نفر (۲۰۳۷ خانوار) بوده‌ است. اهالی این دهستان به دین اسلام مذهب شیعه اعتقاد دارند و به زبان کردی جنوبی صحبت میکنند.